# Millor un altre dia
Millor un altre dia (originalment en anglès, A Long Way Down) és una pel·lícula de comèdia negra del 2014 dirigida per Pascal Chaumeil, basada en la novel·la de 2005 de l'autor Nick Hornby, A Long Way Down. És protagonitzada per Pierce Brosnan, Toni Collette, Imogen Poots i Aaron Paul, com a quatre desconeguts que es troben al terrat d'un edifici de Londres la nit de Cap d'Any, cadascun amb la intenció de suïcidar-se. Els seus plans de mort en solitud s'arruïnen quan es creuen quan decideixen baixar vius del terrat, per temporal que sigui. La pel·lícula es va estrenar al 64è Festival Internacional de Cinema de Berlín el 10 de febrer de 2014. La pel·lícula va rebre majoritàriament comentaris negatius, amb crítiques a la gravació original i al repartiment de la pel·lícula. El 2015 va guanyar un premi Voice de l'Administració de Serveis de Salut Mental i Abús de Substàncies. El 2016 es va estrenar el doblatge en català a TV3. També s'ha editat una versió en valencià per a À Punt.

## Repartiment
- Pierce Brosnan com a Martin Sharp
- Toni Collette com a Maureen Thompson
- Imogen Poots com Jess Crichton
- Aaron Paul com a J.J. Maguire
- Rosamund Pike com a Penny
- Sam Neill com al ministre Crichton
- Tuppence Middleton com a Kathy Miller
- Joe Cole com a Chas Johnson
- Josef Altin com al fill de Maureen, Matty